# آیت‌ولینگرخا
یوتولینگرگا (به هلندی: Uitwellingerga) یک منطقهٔ مسکونی در هلند است که در سودوست-فریسلان واقع شده‌است. یوتولینگرگا ۳۵۵ نفر جمعیت دارد.